# Pervomaiskyi (huyện)
Huyện Pervomaiskyi (tiếng Ukraina: Первомайський район, chuyển tự: Pervomaiskyis’kyi raion) là một huyện của tỉnh Kharkiv thuộc Ukraina. Huyện Pervomaiskyi có diện tích 1194 kilômét vuông, dân số theo điều tra dân số ngày 5 tháng 12 năm 2001 là 19879 người với mật độ 17 người/km2. Trung tâm huyện nằm ở Pervomaiskyi.